# Seznam indijskih striparjev
Seznam indijskih striparjev.

## A
- Abu Abraham
- Ajit Ninan

## B
- Bal Thackeray

## J
- Jug Suraiya

## K
- Kesav

## M
- Mario Miranda

## R
- Ranga
- R. K. Laxman

## S
- Shanker

## Y
- Yesudasan